# یواس‌اس او-۱۳ (اس‌اس-۷۴)
یواس‌اس او-۱۳ (اس‌اس-۷۴) (به انگلیسی: USS O-13 (SS-74)) زیردریایی که طول آن ۱۷۵ فوت (۵۳ متر) می باشد.این زیردریایی در سال ۱۹۱۷ ساخته شده است.